# Lobby (hudební skupina)
LOBBY byla slovenská dancefloorová hudební skupina působící v letech 1994-2001. Její členy byli Martina "Osa" Ostatníková, Andrej Dziak, Milan Michalík, Karol Bližnák a Miroslav Babják.

## Diskografie

### Hi Dee Ho!
- 1995 - Hi Dee Ho! (ENA Production)

1. „HI DEE HO“
2. „SHOW ME(RADIO VERSION)“
3. „ENJOY THE RIDE“
4. „I WANNA FLY“
5. „MAYBE BABY“
6. „GIVE ME YOUR HANDS“
7. „WORDS“
8. „HEAVEN“
9. „TURN AROUND“
10. „MOJE MALÉ VYZNANIE“
11. „RAVE PRAYER (SING AND PRAY!)“
12. „SHOW ME (DO YOU LOBB ME MIX)“
13. „HI DEE HO (DJ MX)“

### Power in our hands
- 1996 - Power in our hands (Sony Music Entertainment CZ)

1. „MOVE ON“
2. „RAIN OR SHINE“
3. „LISTEN TO ME“
4. „SUMMER REVOLUTION“
5. „OOH OOH(SO HI D HOWGH!)“
6. „BYE BYE“
7. „SNÁĎ ...“
8. „SEE YOU“
9. „GIVE IT AWAY“
10. „STAY“
11. „LOVE IS HERE“
12. „LOBBY MEGAMIX“

### Livin' large
- 1997 - Livin' large (Sony Music Entertainment CZ)

1. „I DREAM ABOUT YOU“
2. „LATINO DREAM“
3. „I'VE GOT THE FEELING“
4. „IT'S YOUR TIME“
5. „SHAME“
6. „QUESTION“
7. „RUN TO THE SUN“
8. „LET YOUR LOVE GO“
9. „LEN TAK“
10. „CREED“
11. „I AM A STAR“

### LobbY2K
- 2000 - LobbY2K (BMG Ariola ČR/SR)

1. „LÁSKA CEZ E-M@IL“
2. „FREE“
3. „JE TO O INOM“
4. „GAME OF LOVE AND HATE“
5. „WALKING AROUND ME“
6. „SAFE HAVEN“
7. „DIFFERENT NOW“
8. „VŠETKO,ČO MÁŠ RÁD“
9. „RUSH SOCIETY“
10. „WE ALL NEED LOVE“
11. „GOD WITH ME“
12. „I WANNA FLY TOO“
13. „JE TO O INOM“ (Guitar mix)
14. „DIFFERENT NOW“ (Acoustic mix)
15. „VŠETKO,ČO MÁŠ“ RÁD(MINIMAL)